# Los que se alejan de Omelas
"Los que se alejan de Omelas" (The Ones Who Walk Away from Omelas, en el original en inglés), también publicado como Los que abandonan Omelas o Quienes se marchan de Omelas, es un texto descriptivo corto sin trama de 1973, popularmente clasificado como un cuento y escrito por Ursula K. Le Guin. Con descripciones deliberadamente vagas y vívidas, el narrador describe un festival de mediados de verano en la ciudad utópica de Omelas, cuya prosperidad depende de la miseria perpetua de un chico. Los que se alejan de Omelas fue nominada al premio Locus al mejor relato corto en 1974 y ganó el premio Hugo al mejor relato corto en el mismo año.

## Sinopsis
El único elemento cronológico de la historia es que comienza describiendo el primer día de verano en Omelas, una reluciente ciudad de increíble felicidad y placer. En Omelas se celebra solsticio de verano con un glorioso festival y una carrera de chicos a caballo. La vibrante atmósfera del festival, sin embargo, parece ser una característica normal de la maravillosa comunidad, cuyos ciudadanos, aunque limitados en sus avances tecnológicos en cuanto a recursos comunales (en lugar de privados), son igual de inteligentes, sofisticados y cultos. Omelas no tiene reyes, soldados, sacerdotes ni esclavos. La organización sociopolíticoeconómica de la comunidad no es mencionada, pero el narrador meramente explica que el lector no puede estar seguro de la misma.
Sinceramente el narrador refleja que «Omelas suena en mis palabras como una ciudad de un cuento de hadas, hace mucho tiempo y muy lejos, hubo una vez. Quizás sería mejor si lo imaginaras con tu propio lujo, asumiendo que llegará la ocasión, para la cual no podré adaptar a todos.» El narrador incluso sugiere que, de ser necesario, el lector podría incluir una orgía en su imagen mental de Omelas.
Todo sobre Omelas es tan abundantemente placentero que el narrador decide que no está aún convencido de su existencia, así que elabora un elemento final de la ciudad: su atrocidad. El estado de serenidad y esplendor de la ciudad requiere que un solo niño desafortunado sea tenido en la inmundicia, oscuridad y miseria perpetua.
Una vez que los ciudadanos tienen la edad suficiente como para conocer la verdad, todos, aunque inicialmente escandalizados y disgustados, en última instancia ceden a que suceda la injusticia a cambio de asegurar la felicidad del resto de la ciudad. Sin embargo unos pocos ciudadanos, jóvenes y viejos, silenciosamente abandonan la ciudad, y nadie sabe a dónde van. El fin de la historia termina con "El lugar a que ellos se dirigen es un lugar incluso menos imaginable para nosotros que la ciudad de la felicidad. No puedo describirlo del todo. Pero ellos parecen saber a dónde se dirigen, los que se alejan de Omelas."

## Publicación
El cuento de Le Guin fue originalmente publicado en New Dimensions 3, una antología de ciencia ficción en formato cartoné editada por Robert Silverberg el 1 de octubre de 1973. En 1975 fue reimpreso en Las doce moradas del viento, una colección de cuentos de la misma Le Guin, y luego fue antologizada prácticamente en cualquier lugar.
También apareció como una publicación independiente, de 32 páginas también, en cormato cartoné para adultos jóvenes en 1993.
En 2012 fue republicado en el segundo volumen de la antología de cuentos The Unreal and the Real.

## Historia y temas
Le Guin asegura que el nombre de la ciudad es pronunciado "OH-meh-lahss". Le Guin  tomó el nombre de la ciudad luego de mirar una señal de tráfico en Salem, Oregón, en el espejo de un auto. 

"...[La gente me pregunta] '¿De dónde sacas tus ideas, Sra. Le Guin?' De olvidar a Dostoyevski y comenzar a leer las señales de tráfico al revés, naturalmente. ¿De dónde más?"

.
"La idea central de este psicomítico, el chivo expiatorio", escribe Le Guin, "aparece en Los hermanos Karamazov de Dostoyevski, y mucha gente me ha preguntado, con recelo, por qué le di crédito a William James. El hecho es que, no fui capaz de releer Dostoyevski, por más que tanto lo amara, desde que tenía veinticinco, simplemente me olvidé y usé su idea, pero cuando la conocí en El filósofo moral y la vida moral de James, fue un shock de reconocimiento."
La cita de William James es:

O si se nos ofreciese la hipótesis de un mundo en el que las utopías de los Srs. Furier, Bellamy y Morris estuvieran superadas y millones de personas fueran permanentemente felices con la simple condición de que cierta alma perdida más allá del límite de las cosas llevase una vida de solitaria tortura, ¿Qué puede ser, excepto una específica e independiente emoción, lo que nos haga sentir inmediatamente, incluso aunque surja un impulso en nuestro interior que nos lleve a aferrarnos a la felicidad así ofrecida, lo espantoso que puede ser su disfrute cuando se acepta deliberadamente como el fruto de tal ocasión?

Introduciendo el cuento en su colección de 2012, The Unreal and the Real, Volume Two, Le Guin notó que Los que se alejan de Omelas "tiene un feliz y prolongado oficio de ser usado por los profesores para hacer enojar a los estudiantes y hacerlos discutir ferozmente sobre la moral".

## En la cultura popular
El 13 de febrero de 2017 a las 12:00 KST, la boy band surcoreana BTS lanzó un video musical para su canción «Spring Day (봄날)», en el cual hay leves referencias al libro. Específicamente el término "Omelas" es utilizado como el logotipo del nombre de un motel que es mostrado en el video, al igual que otros detalles que pueden ser interpretados como referencias.